# VIII Giochi panafricani
Gli VIII Giochi panafricani si tennero dal 5 al 17 ottobre 2003 a Abuja, Nigeria. Vi parteciparono 53 nazioni, in 22 discipline.

## Discipline sportive
Si sono svolti eventi sportivi in 22 discipline.
- Atletica leggera (dettagli)
- Badminton (dettagli)[1]
- Baseball (dettagli)[senza fonte]
- Pallacanestro (dettagli)
- Pugilato (dettagli)
- Scacchi (dettagli)[2]
- Ciclismo (dettagli)
- Hockey su prato (dettagli)
- Calcio (dettagli)
- Ginnastica (dettagli)
- Pallamano (dettagli)
- Judo (dettagli)
- Karate (dettagli)
- Softball (dettagli)
- Squash (dettagli)
- Nuoto (dettagli)
- Tennistavolo (dettagli)
- Tennis (dettagli)
- Taekwondo (dettagli)
- Pallavolo (dettagli)
- Sollevamento pesi (dettagli)
- Lotta (dettagli)

- Special Sports:

- Atletica leggera paralimpica (dettagli)
- Powerlifting (dettagli)
- Tennistavolo paralimpico (dettagli)

## Medagliere
| #      | Nazione             | Oro | Argento | Bronzo | Totale |
| ------ | ------------------- | --- | ------- | ------ | ------ |
| 1      | Nigeria             | 85  | 90      | 65     | 226    |
| 2      | Egitto              | 80  | 62      | 72     | 214    |
| 3      | Sudafrica           | 63  | 59      | 49     | 171    |
| 4      | Algeria             | 32  | 24      | 31     | 87     |
| 5      | Tunisia             | 30  | 29      | 30     | 4      |
| 6      | Camerun             | 8   | 4       | 23     | 35     |
| 7      | Senegal             | 6   | 9       | 19     | 34     |
| 8      | Etiopia             | 5   | 8       | 7      | 20     |
| 9      | Kenya               | 5   | 5       | 4      | 14     |
| 10     | Ghana               | 4   | 5       | 16     | 25     |
| 11     | Botswana            | 4   | 1       | 6      | 11     |
| 12     | Angola              | 3   | 3       | 7      | 13     |
| 13     | Madagascar          | 3   | 0       | 3      | 6      |
| 14     | Libia               | 2   | 3       | 5      | 10     |
| 15     | Zimbabwe            | 2   | 3       | 2      | 7      |
| 16     | Lesotho             | 2   | 1       | 3      | 6      |
| 17     | Costa d'Avorio      | 1   | 1       | 7      | 9      |
| 18     | Tanzania            | 1   | 0       | 1      | 2      |
| 19     | Capo Verde          | 1   | 0       | 0      | 1      |
| 19     | Rep. Centrafricana  | 1   | 0       | 0      | 1      |
| 21     | Seychelles          | 0   | 10      | 6      | 16     |
| 22     | Namibia             | 0   | 3       | 4      | 7      |
| 23     | Rep. del Congo      | 0   | 1       | 5      | 6      |
| 23     | Mali                | 0   | 1       | 5      | 6      |
| 23     | Zambia              | 0   | 1       | 5      | 6      |
| 26     | Uganda              | 0   | 1       | 4      | 5      |
| 27     | Benin               | 0   | 1       | 2      | 3      |
| 28     | RD del Congo        | 0   | 1       | 1      | 2      |
| 29     | Gabon               | 0   | 1       | 0      | 1      |
| 29     | Gambia              | 0   | 1       | 0      | 1      |
| 31     | Burkina Faso        | 0   | 0       | 3      | 3      |
| 31     | Mauritius           | 0   | 0       | 3      | 3      |
| 31     | Niger               | 0   | 0       | 3      | 3      |
| 31     | Togo                | 0   | 0       | 3      | 3      |
| 35     | Sudan               | 0   | 0       | 2      | 2      |
| 36     | Guinea              | 0   | 0       | 1      | 1      |
| 36     | São Tomé e Príncipe | 0   | 0       | 1      | 1      |
| 36     | Sierra Leone        | 0   | 0       | 1      | 1      |
| Totale | Totale              | 338 | 328     | 399    | 1065   |

## Risultati
- Atletica leggera
- Nuoto